# Kupol Avrora
Kupol Avrora är en bergstopp i Antarktis. Den ligger i Östantarktis. Norge gör anspråk på området.
Terrängen runt Kupol Avrora är platt. Havet är nära Kupol Avrora åt nordost. Trakten är obefolkad. Det finns inga samhällen i närheten.